# José Bellver Gamón
José Bellver Gamón (Rafelbunyol, 1978), més conegut com a Canari, és un pilotari professional, punter d'Escala i corda en la nòmina de l'empresa ValNet. A poc a poc, va agafar responsabilitats i va passar a fer de mitger.
Va debutar al Trinquet de Pelayo a València el 1995.

## Palmarés
- Escala i corda:
  - Campió del Circuit Bancaixa: 2005 i 2006.
  - Campió Màsters Ciutat de València: 2007 i 2008
  - Campió del Triangular d'Escala i corda: 2010
  - Campió del Trofeu Ciutat de Dénia: 2008
  - Subcampió del Trofeu Mancomunitat de la Ribera Alta: 2008
  - Campió del Trofeu Nadal de Benidorm: 2008
  - Campió del Trofeu Vidal: 2008
  - Subcampió del Trofeu Vidal: 2007
  - Subcampió de la Copa Diputació: 2008